# Izabella Bukraba-Rylska
Izabella Anna Bukraba-Rylska (ur. 1953) – polska socjolog, prof. zw. dr hab., do 2020 roku kierownik Zakładu Antropologii Kultury Wsi Instytutu Rozwoju Wsi i Rolnictwa PAN, pracownik Uniwersytetu Warszawskiego: kierownik Zakładu Socjologii Kultury Instytutu Socjologii WFiS oraz wykładowca. Głównie prace z zakresu socjologii wsi i rolnictwa.

## Publikacje naukowe
- Kultura ludowa w społecznej (pod)świadomości, w: Tradycja z przyszłością. Wartości społecznie niezbędne. Zadania współczesnej etnologii, Sandomierz: Tow. Nauk. Sandomierskie 2004, s. 15-34.
- Izabella Bukraba-Rylska, Kultura ludowa na co dzień, Instytut Kultury, Warszawa 1990
- Sto lat monografii wsi w Polsce. Studium jubileuszowe, "Wieś i Rolnictwo" 2004 nr 4 s.160-174.
- Kapitał kulturowy mieszkańców wsi: między ontologią a pragmatyką, w: M. Wieruszewska (red.), Samoorganizacja w społecznościach wiejskich, Warszawa: IRWiR PAN 2002.
- Izabella Bukraba-Rylska, Kultura ludowa, wieś, mieszkańcy wsi : wybór artykułów z lat 1987-2002, Instytut Rozwoju Wsi i Rolnictwa Polskiej Akademii Nauk, Warszawa 2002, ISBN 83-85369-58-9
- Izabella Bukraba-Rylska, Kultura w społeczności lokalnej – podmiotowość odzyskana?, Instytut Rozwoju Wsi i Rolnictwa Polskiej Akademii Nauk, Warszawa 2000, ISBN 83-85369-47-3
- Izabella Bukraba-Rylska, Na temat wsi i socjologii wsi : (pomiędzy dyskursem wiejsko-plebejskim a miejsko-inteligenckim), Instytut Rozwoju Wsi i Rolnictwa Polskiej Akademii Nauk, Warszawa 2005, ISBN 83-89900-04-1
- Izabella Bukraba-Rylska, Samowiedza kulturowa i artystyczna twórców ludowych : studium pewnej korespondencji, Instytut Rozwoju Wsi i Rolnictwa Polskiej Akademii Nauk, Warszawa 1994, ISBN 83-85369-29-5
- Izabella Bukraba-Rylska, Stare i nowe dylematy socjologa i inne szkice, Instytut Rozwoju Wsi i Rolnictwa Polskiej Akademii Nauk, Warszawa 2003, ISBN 83-85369-62-7
- Polska wieś w społecznej świadomości : wiedza i opinie o kulturze ludowej, rolnikach i rolnictwie, pod red. nauk. Izabelli Bukraby-Rylskiej, Instytut Rozwoju Wsi i Rolnictwa Polskiej Akademii Nauk, Warszawa 2004, ISBN 83-85369-68-6
- Wieś i rolnictwo na przełomie wieków, pod red. nauk. Izabelli Bukraby-Rylskiej i Andrzeja Rosnera; Instytut Rozwoju Wsi i Rolnictwa Polskiej Akademii Nauk, Warszawa 2001, ISBN 83-85369-51-1
- Wieś i rolnictwo na rozdrożu?, pod red. nauk. Izabelli Bukraby-Rylskiej, Janusza Stacewicza i Marii Wieruszewskiej, Instytut Rozwoju Wsi i Rolnictwa Polskiej Akademii Nauk, Warszawa 1993, ISBN 83-85369-25-2